# Torre di Pietra

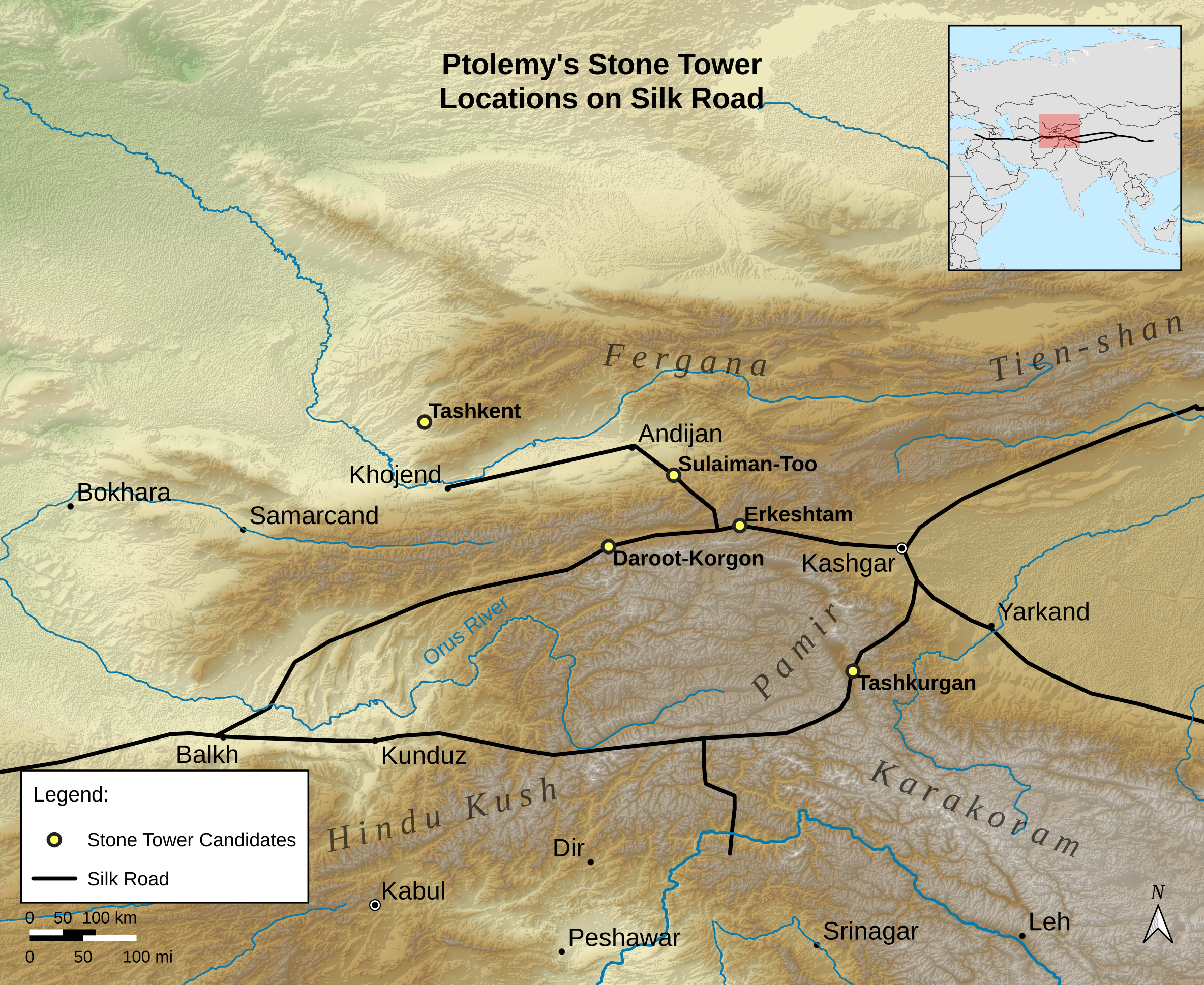
Mappa dei potenziali candidati della Torre di Pietra di Tolomeo.

Tolomeo, il geografo greco-egiziano di Alessandria, parlò di una  «Torre di Pietra» (λίθινος πύργος, Lithinos pyrgos in greco, Turris Lapidea in latino) che segnava il punto medio dell'antica via della seta – la rete di rotte commerciali terrestri percorse dalle carovane tra Europa e Asia. Era il punto di riferimento più importante di questo tragitto, dove le carovane interrompevano il loro difficile e pericoloso viaggio per consentire ai viaggiatori di raccogliere provviste, riposare e vendere le merci prima di proseguire.
La Geografia, il famoso trattato di cartografia di Tolomeo scritto intorno al 140 d.C., è l'unico testo dell'antichità classica giunto fino a noi a trattare questo argomento e ha avuto una profonda influenza sulla cartografia nel corso dei secoli. In esso Tolomeo impostò le coordinate della Torre di Pietra a 135° di longitudine e 43° gradi nord di latitudine del suo sistema di gradazione, ma la sua posizione effettiva è stata da sempre oggetto di dibattito tra i ricercatori e gli storici. Questo perché le informazioni che Tolomeo e gli altri studiosi della sua epoca ci hanno lasciato non sono sufficientemente precise (nonostante le coordinate date), a causa dei metodi rudimentali impiegati dalle carovane per rilevare il tragitto effettuato in terre così lontane, sulla base dei quali gli antichi cartografi disegnavano le loro mappe. Se la Torre di Pietra venisse individuata, sarebbe di grande importanza non solo per lo studio della geografia antica, ma consentirebbe di localizzare altri importanti punti di riferimento in questa regione, descritti in modo simile (e impreciso) da Tolomeo. Identificare la posizione effettiva di questo sito consentirebbe anche uno studio archeologico più mirato che aumenterebbe le probabilità di successo.
Una breve rassegna della letteratura rende l'idea del disaccordo di geografi e storici riguardo all'identificazione della Torre di Pietra: già nell'XI secolo al-Biruni suggerì che fosse la città di Tashkent (il cui nome significa «castello di pietra»). Nel XIX secolo, anche Hagar sostenne che si trattasse di Tashkent, soprattutto in base alla sorprendente coincidenza che la città si trovasse presumibilmente alla stessa latitudine di 43° nord (in realtà si trova a 41,2° nord); mentre Jean-Baptiste Bourguignon d'Anville la identificò con la fortezza di Aatas, 7 gradi a nord-ovest di Kashgar; e James Bell sostenne che fosse vicina al passo di Chiltung nel Pamir. Henry Yule la localizzò vicino a Daraut-Kurgan, mentre William Bevan e William Smith pensavano che la Torre di Pietra fosse probabilmente la stessa dell'Hormeterium (o «stazione dei mercanti», anch'essa citata da Tolomeo) e la collocarono vicino al monte Sulaiman-Too a Oš. Edward Bunbury pensava che le informazioni fornite fossero troppo vaghe per determinare con precisione la sua posizione.
Nel XX secolo, Joseph Hackin si recò nella regione e pensò che la Torre di Pietra si trovasse a Tashkurgan, mentre Albert Herrmann la collocò nelle vicinanze di Daraut-Kurgan. Aurel Stein, che forse viaggiò più a lungo di chiunque altro in questa regione, suggerì che la valle di Karategin fosse l'area a cui si riferiva Tolomeo «quando il viaggiatore risaliva la china» e così propose un sito vicino a Daraut-Kurgan, e J. Oliver Thomson concorda sul fatto che si debba trovare nelle vicinanze.
Più recentemente, Claude Rapin (2001) ha suggerito che la Torre di Pietra sia il Sulaiman-Too, mentre Paul Bernard (2005), dopo aver tracciato accuratamente il percorso intrapreso dalla carovana di Maes Titianus, la individua nei pressi di Daraut-Kurgan, così come Igor Vasilevich Piankov (2014), giunto alla stessa conclusione dopo aver considerato anche le informazioni tratte da marinai contemporanei. Irina Tupikova et al. (2014), a seguito «dell'applicazione della trigonometria sferica per il ricalcolo delle coordinate di Tolomeo», ha concluso che «può essere identificata con grande probabilità con Tashkurgan». Anche Riaz Dean (2022) utilizza una nuova metodologia per individuare questo punto di riferimento, proponendo una serie di quattro criteri e tre ragioni aggiuntive basate su considerazioni storiche, e lo identifica con il Sulaiman-Too.
Complessivamente, sono quattro i siti che vengono indicati come probabili candidati dell'ubicazione della Torre di Pietra: a) la città di Tashkent, in Uzbekistan; b) il monte Sulaiman-Too a Oš, in Kirghizistan; c) la città di Daraut-Kurgan nel Kirghizistan sud-occidentale; e d) la città di Tashkurgan, nello Xinjiang (Cina). Alcuni storici ritengono che anche l'Hormeterium menzionato da Tolomeo corrisponda con la Torre di Pietra e credono che questo punto di riferimento sia l'insediamento di Erkeshtam (anche se Tolomeo, nella sua Geografia, afferma chiaramente che questa stazione si trovi 5 gradi più ad est).
Tutti e quattro i siti menzionati sopra, così come Erkeshtam, figurano sulla Map of Silk Roads over the Roof of Asia e sulla Mappa 4 del libro The Stone Tower: Ptolemy, the Silk Road, and a 2,000-year-old Riddle.